# Перепростиня
Перепро́стиня (англ. Pereprostynia) — село Новокропивницького старостинського округу Східницької громади Дрогобицького району Львівської області.

## Історія
Мережа Інтернет видає інформацію про першу писемну згадку про поселення 1451-м роком, однак електронний ресурс не подає письмової фіксації ойконіма, тож маємо підстави вважати першою документальною згадкою про населений пункт лише 1855 р. - Pereprostyn (- Garl Kummerer Ritter von Kummersberg. Administrativ Karte von den Königreichen Galizien und Lodomerien. - Wien, 1855. - 60 k. -). Інші згадки: 1947 р. - Перепростиня (- Українська РСР. Адміністративно-територіальний поділ на 1 вересня 1946 року. Вид. перше. - К.: Українське видавництво політичної літератури, 1947. - С. 146 -); 1987 р. - Перепростиня (- Українська РСР. Адміністративно-територіальний устрій: на 1 січня 1987 року. - К.: Голов. ред. УРЕ, 1987. - С. 178 -). У довіднику адміністративно-територіального устрою 2005 р. комонім не зафіксовано.
Джерело: Віра Котович. Походження назв населених пунктів Дрогобиччини (наукові версії). - Дрогобич: Посвіт, 2012. - С. 56
У період нацистської окупації під час Другої світової війни, зі серпня 1941 р. по серпень 1944 р. місцевість входила до волості (нім. Landgemeinde) Новий Кропивник окружного староства Дрогобич (нім. Kreishauptmannschaft Drohobycz) дистрикту Галичина Генерал-губернаторства для окупованих польських земель.
З 2020 р., після чергової адміністративно-територіальної реформи, село Перепростиня увійшло до Новокропивницького старостинського округу Східницької громади оновленого Дрогобицького району Львівщини.

## Етимологіяназви
Ономастка Віра Котович зараховує ойконім до назв непевної мотивації та зазначає, що фіксація від 1855 р. - Pereprostyn - засвідчує, що ойконім утворено за допомогою присвійного наростка -ин від власної особової назви. Цією власною особовою назвою міг би бути гіпотетичний антропонім *Перепроста. Первісне значення: «Перепростин (двір, маєток, присілок, хутір чи ін.)».
Джерело: Віра Котович. Походження назв населених пунктів Дрогобиччини (наукові версії). - Дрогобич: Посвіт, 2012. - С. 56

## Географія
Село розташоване на лівому березі ріки Стрий уздовж потічка Перепростинка. За 700 м на південний схід розташований присілок Чорний Потік (нежиле, три домогосподарства) на однойменному потічку. Також є місцевість Кут та Промисел.
Поселення побудоване на висоті від 475 до 585 метрів над р. м. Гори обабіч сягають висоти 800 м. Найвища вершина - гора Вершище (880 м), що за 2,5 км на схід від церкви села.
Станом на 01 січня 2015 року у селі було 90 домогосподарств та проживало 154 особи (згідно даних Дрогобицького відділу статистики). Згідно даних перепису населення 2001 р., - було зареєстровано 203 людини. 
Станом на 2015 рік Перепростиня у межах забудови займає площу 78,6 га або 0,79 км². З урахуванням приналежних полів, лісів тощо - 658,3 га або 6,58 км².
У населеному пункті одна назва вулиці: Гірська.
Дорога у селі без покриття. Від церкви Св. Димитрія до асфальтованої дороги Східниця-Турка 3 км. До центру Східниці - 9 км. Вижнім кінцем села, де ще розташовано кілька хат та нафтозабірний пункт, до центру громади відстань становить 6 км, проте дорога проїзна лише у суху погоду або для великогогабаритного транспорту.
Автобусного сполучення Перепростиня не має.
До школи діти ходять у сусіднє село Новий Кропивник. Станом на 2022 рік, було 7 школярів. Давніше у поселенні функціонувала початкова школа.
Разом зі Східницею та селом Новий Кропивник, поселення утворює кільце навколо гори Мельнична (819 м). Обговорювався навіть проект об'єднання в один населений пункт.
Внаслідок сильної зливи 10 червня 2023 року, Перепростиня на кілька днів опинилась в ізоляції через розмив дороги та руйнування двох мостів.
Сусідні населені пункти:

## Церква
У центрі села Перепростиня, на підвищенні біля головної дороги, що пролягає селом, стоїть дерев’яна церква святого Дмитра. Споруджено церкву в 1995 році.
І хоч храм відносно новий, та архітектурні форми споруди витримана у старовинному класичному стилі притаманному для православних етнічних українських дерев’яних храмів Поділля, Галичини та карпатського регіону України. Церква класично тридільна, складається з бабинця, нави та вівтаря.
Бабинцю передує невеликий притвір. По всьому периметру храм оперізує досить велике піддашшя. Бабинець та вівтар має двоскатний дах, який завершується невеликими куполами з хрестом. Нава вища за бабинець та вівтар та завершується восьмигранними великим та малим куполом з хрестом. Церква має два входи: один зі сторони притвору, другий в наві. Фундамент храму мурований з каменю. От лише дерев’яні стіни вище піддашшя зашили пластмасовими рейками, що спотворило зовнішній вигляд храму. Вікна розмішені вище піддашшя. Неподалік храму на подвір’ї стоїть дерев’яна дзвіниця.
Джерело: https://templesua2.jimdofree.com/церкви-дерев-яні/перепростиня/

## Див також
- Новий Кропивник
- Східниця
- Підсухе
- Гута